# Taucherkapelle Bodenwöhr

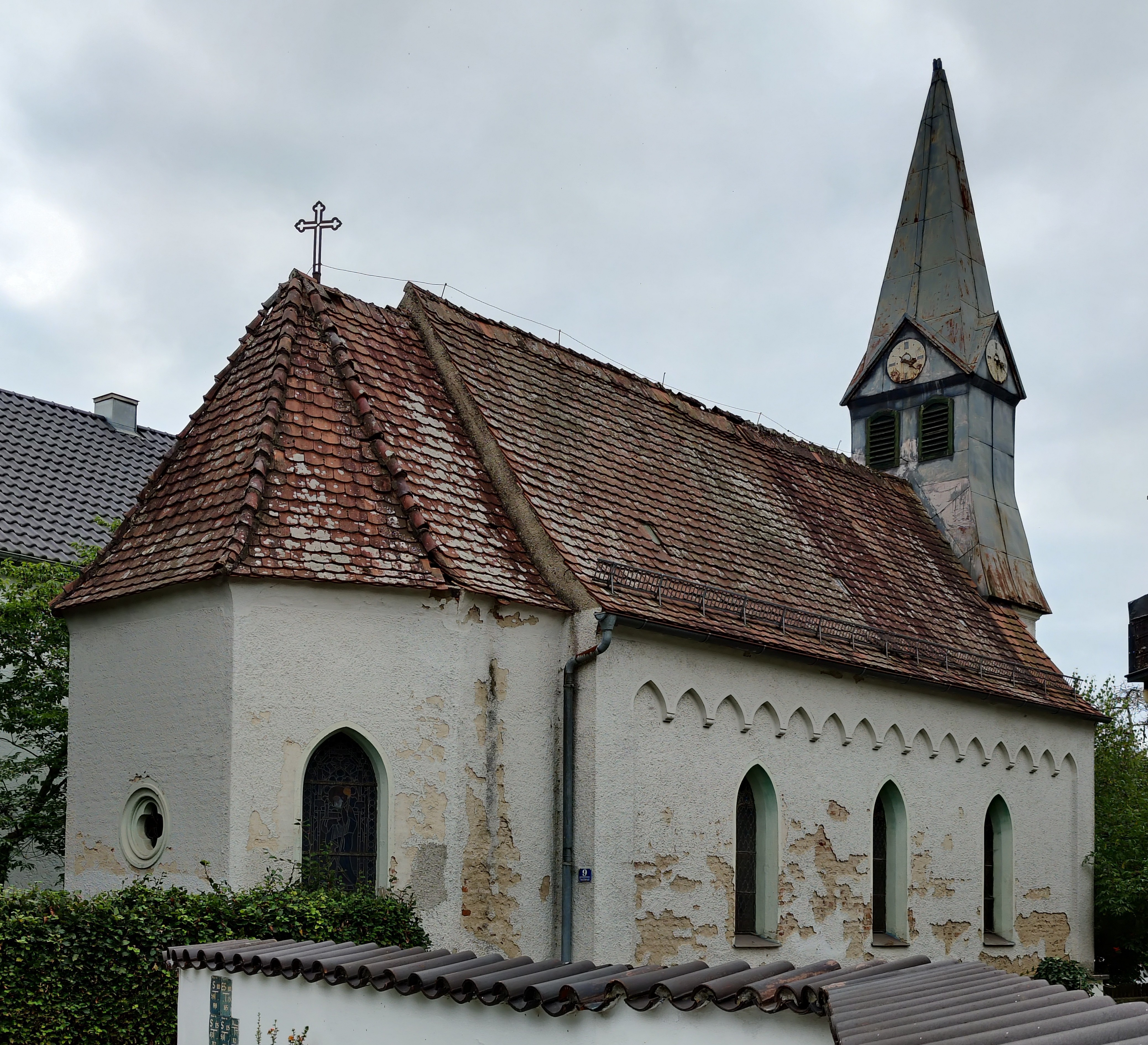
Taucherkapelle Blechhammer (Bodenwöhr)

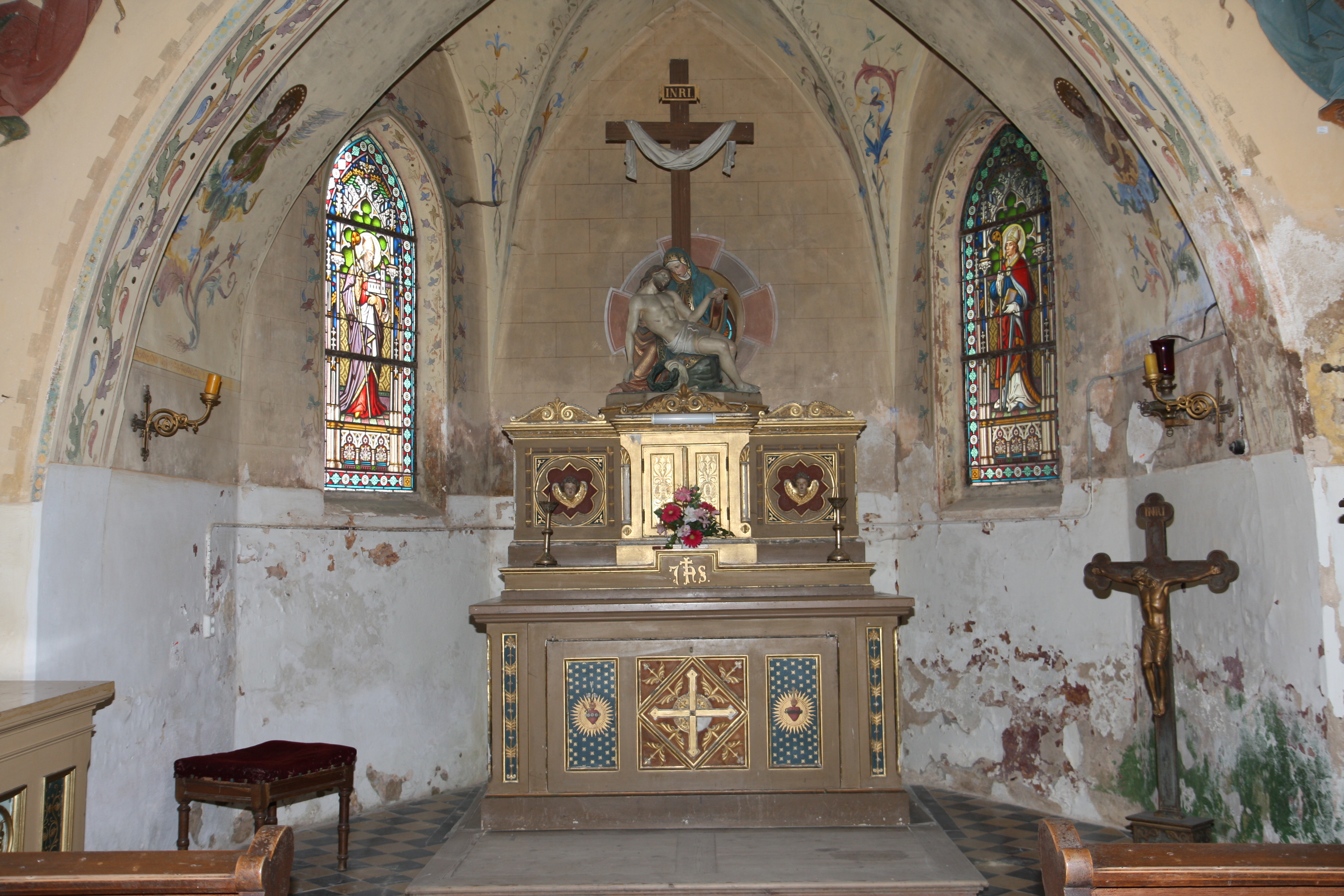
Innenansicht (2010)

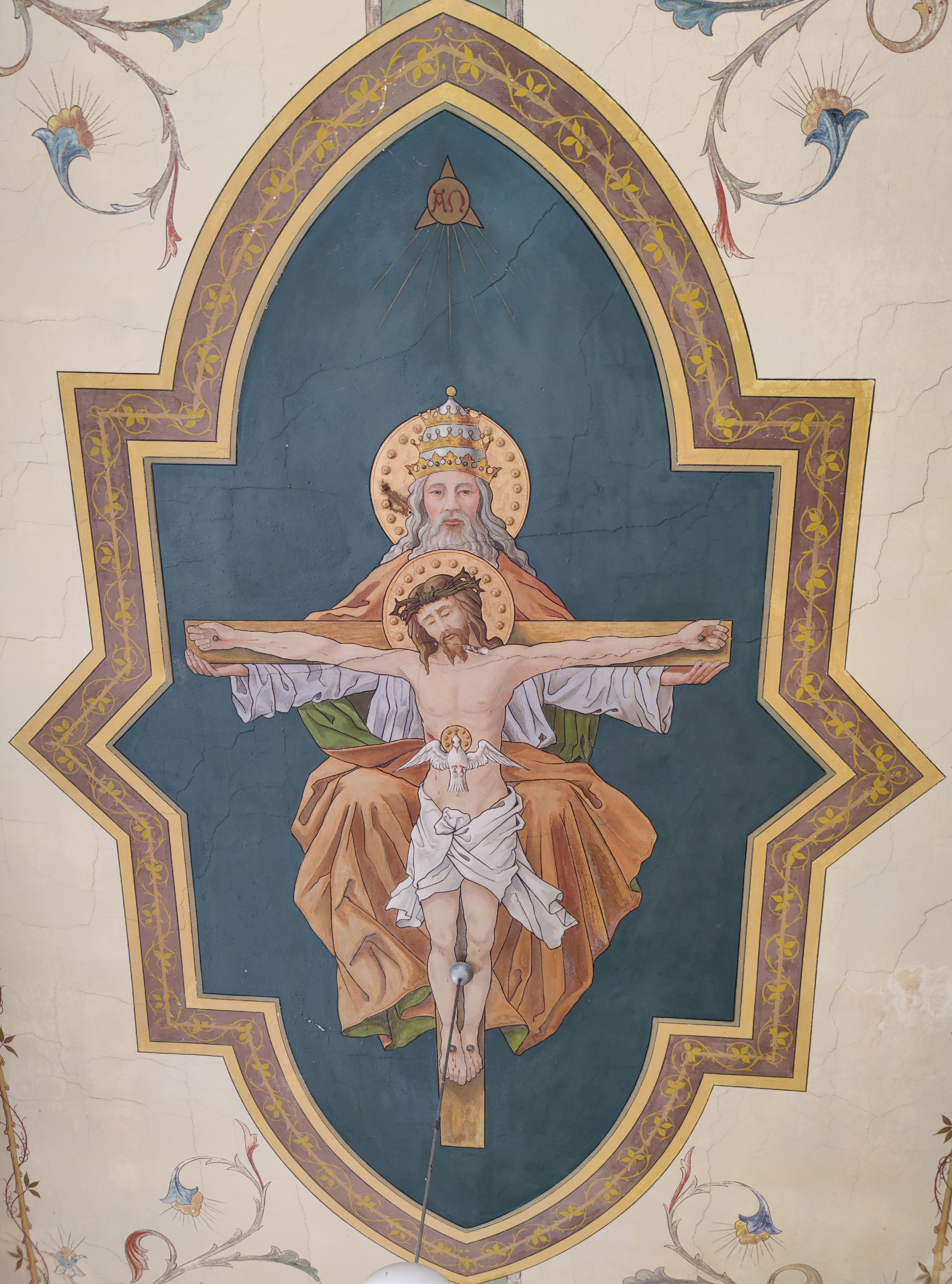
Deckengemälde (Gnadenstuhl)

Die Taucherkapelle ist eine Privatkapelle, die sich der Industrielle Max Josef Taucher auf seinem Grundstück im Gemeindeteil Blechhammer der Gemeinde Bodenwöhr (Oberpfälzer Landkreis Schwandorf) in den Jahren 1895/1896 erbauen ließ. Das Bauwerk ist eine äußerlich schlichte neugotische Saalkirche mit eingezogenem Polygonalchor und einem Dachturm und steht unter Denkmalschutz.

## Geschichte
Bauherr der nach ihm benannten Kapelle in Blechhammer war Max Josef Taucher. Mit dem Bau setzte er den Wunsch seiner Mutter Anna um, im weitläufigen Anwesen am Hammerweiher ein eigenes Gotteshaus zu errichten. Die Taucherkapelle wurde von 1895 bis 1896 im neugotischen Stil erbaut und am 9. August 1896 durch Dr. Leitner, den Generalvikar der Diözese Regensburg, eingeweiht. Die Kapelle ist der „Schmerzhaften Mutter Gottes“ und der „Heiligen Anna“ geweiht. Sie enthält 40 Sitzplätze, einen Altar und zwei Glocken. Anna Taucher erlebte die Realisierung ihres Wunsches nicht mehr, denn sie starb am 14. Januar 1896 in Regensburg. Nach der Fertigstellung der Kapelle fanden dort an allen Sonn- und Feiertagen Gottesdienste statt, die durch Geistliche des Karmeliterordens aus Schwandorf und durch einen Franziskanerpater aus Pfreimd abgehalten wurden. Kirchweih wurde immer am 1. August gefeiert.
Durch die Versteigerung des Taucherschen Anwesens einschließlich der Kapelle am 26. April 1910 kam diese in den Besitz der Bayerischen Vereinsbank. 1914 gelangte die Kapelle durch Schenkung an die Katholische Kirchenstiftung Bruck. Ihr Wert wurde damals auf 2000 Reichsmark geschätzt. Bauliche Veränderungen in ihrem Umfeld führten später zu einer Beeinträchtigung des historischen Bildes. Nach dem Neubau der Pfarrkirche in Bodenwöhr (1951) fiel die Taucherkapelle wieder zurück an ihre ursprünglichen Besitzer.
Während der Zeit des Nationalsozialismus und des Zweiten Weltkrieges ruhten die Gottesdienste. Ab 1946 wurden wieder Messen gefeiert, zunächst nach griechisch-katholischem Ritus für die Insassen des in Blechhammer während des Krieges angelegten Ukrainerlagers. Seit Mai 1946 ist sie wieder das geistliche Zentrum für die katholischen Einwohner des Ortes. Die in privatem Besitz befindliche Taucherkapelle steht unter Denkmalschutz.
Nachdem die Kapelle lange Jahre ungenutzt blieb und sanierungsbedürftig wurde, versucht seit 2021 ein lokaler Förderkreis mit Unterstützung der Gemeinde und des Denkmalschutzes die Revitalisierung. Die Sanierung ist im Rahmen der Ortsumgestaltung geplant, dazu wurde die Kapelle in das kommunale Denkmalschutzkonzept aufgenommen und ein Förderantrag gestellt. Die Kosten werden auf 750.000 EUR geschätzt. Bei einem Bürgerforum 2023 wurden zukünftige Nutzungskonzepte erarbeitet.

## Architektur
Das Bauwerk ist eine flachgedeckte Saalkirche mit eingezogenem, gewölbtem Chorraum, die als Putzbau mit Ziegeldach und verblechtem Dachturm ausgeführt ist. Im Innern fällt die fein ausgeführte Wand- und Deckenbemalung (mit einer Darstellung des Gnadenstuhls) auf. Die Spitzbogenfenster der Apsis sind mit zwei farbigen Glasmalereien aus der Bauzeit versehen, die heilige Bischöfe darstellen. Der wie eine Anrichte gestaltete Altar ist mit einem Aufsatz versehen, der in den Füllungen geflügelte Engelsköpfe zeigt. Er wird von einer Darstellung von Maria mit Christus in der Art einer Pietà bekrönt.